# Zoomlion
Zoomlion est une entreprise chinoise de fabrication de matériel de construction. Elle est fondée en 1992. Son siège social est situé à Changsha.

## Histoire
En janvier 2016, Terex reçoit une offre non-sollicitée de 3,28 milliards de dollars de la part de son concurrent chinois Zoomlion, remettant en cause la fusion de Terex avec Konecranes.